# Thizzelle Washington
Thizzelle Washington — седьмой студийный альбом американского и покойного рэпера из Области залива Сан-Франциско Mac Dre. Альбом был выпущен в 2002 году. В него вошёл трек "Thizzelle Dance", отсылающийся к одноимённому танцу, который придумал рэпер. Трек получил стал хитом и одной из наиболее известных песен, выполненных в хайфи стиле.

## Список композиций
1. "Intro" - 1:37 (при участии Yukmouth)
2. "Monday Thru Sunday" (при участии Syko) - 4:23
3. "Stuart Littles" - 3:30
4. "Help Me" - 4:31 (при участии Freako и Rydah J. Klyde)
5. "The Mac Named Dre" - 4:26
6. "Dam I Used to Know That (Interlude)" - 2:07
7. "Boss Tycoon" - 4:12 (при участии Yukmouth)
8. "4 Myself" - 4:05 (при участии Devious и Dubee)
9. "C.U.T.T.H.O.A.T." - 4:37 (в составе Cutthoat Committee)
10. "Han Solo" - 3:37 (при участии Syko)
11. "Rap Life" - 4:06 (при участии Sleep Dank)
12. "Thizzle Dance" - 4:04 (при участии Chuck Beez)
13. "Soom Lama (Interlude)" - 2:52
14. "Big Breaded" - 4:25 (при участии Luni Coleone)
15. "Dollalalala Lotsa Paypa" - 3:12 (при участии KC Bobcat и Sauce)
16. "Miss You" - 3:19